# 街路灯
街路灯（がいろとう）とは、デザイン性を高めた街灯の一種である。

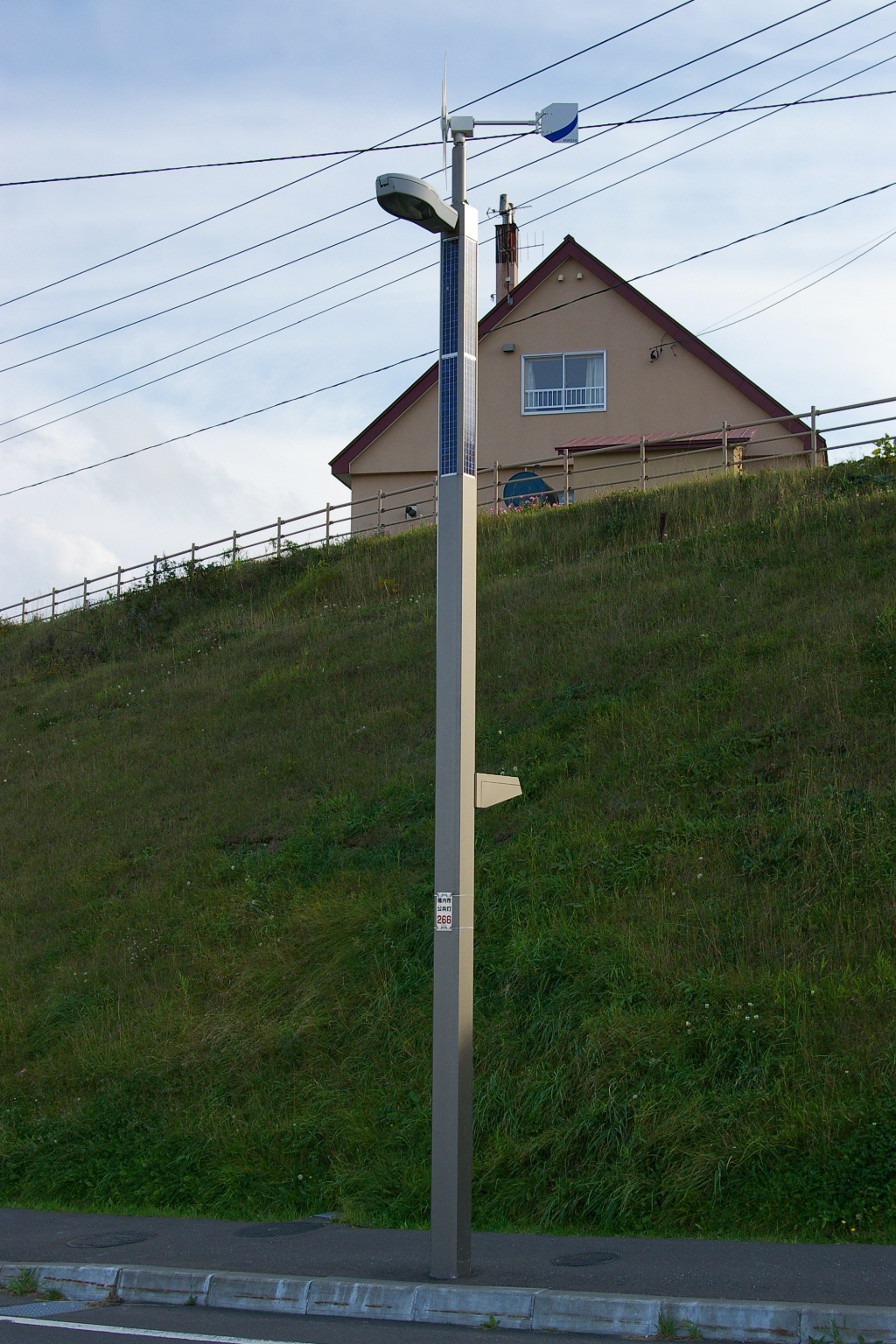
太陽光発電機と風力発電機を備えた街路灯の一種（北海道稚内市）

## 概要
広義の街路灯は街灯全般を指すが、狭義の意味は防犯灯等のデザイン性を高めた街灯のことになっている。一般的に電灯であるが、レトロ感覚からガス灯が採用されることもある。蛍光灯や水銀灯が使われていたが、最近ではエコロジーや経費削減の観点からLED照明のものや太陽電池式の電灯も増えている。（ただし曇天時・雨天時には太陽電池が無効になるので、バックアップとしての電灯線も不可欠である。）
スタイルとしては、自立したポール式、電柱取付式等があり、基本的に道路照明灯の機能を有する。照明柱は公共用の電柱や信号柱などとともにユーティリティポールとしてまとめられることがある。

## 設置と管理
設置者は、日本の場合、道路管理者（行政等）、商店街等である。地区の自治会が街路灯の設置を要求すると設置費補助はするものの電気代は自治会負担とする地方自治体もある。
昼間でも点灯している街路灯は明暗センサーが故障している可能性が高く、修理をする必要がある。この場合の連絡先は、役所の道路課（場所により名称が異なる）または商店街等で、電柱に貼り付けられた管理番号と共に連絡する。